# Plessis-de-Roye
Plessis-de-Roye és un municipi francès, situat al departament de l'Oise i a la regió dels Alts de França. L'any 2007 tenia 230 habitants.

## Demografia

### Població
El 2007 la població de fet de Plessis-de-Roye era de 230 persones. Hi havia 79 famílies de les quals 16 eren unipersonals (8 homes vivint sols i 8 dones vivint soles), 20 parelles sense fills, 35 parelles amb fills i 8 famílies monoparentals amb fills.
La població ha evolucionat segons el següent gràfic:
Habitants censats

### Habitatges
El 2007 hi havia 92 habitatges, 81 eren l'habitatge principal de la família, 8 eren segones residències i 2 estaven desocupats. Tots els 91 habitatges eren cases. Dels 81 habitatges principals, 69 estaven ocupats pels seus propietaris, 11 estaven llogats i ocupats pels llogaters i 2 estaven cedits a títol gratuït; 1 tenia una cambra, 1 en tenia dues, 11 en tenien tres, 16 en tenien quatre i 53 en tenien cinc o més. 65 habitatges disposaven pel capbaix d'una plaça de pàrquing. A 33 habitatges hi havia un automòbil i a 45 n'hi havia dos o més.

### Piràmide de població
La piràmide de població per edats i sexe el 2009 era:
| Homes | Edats   | Dones |
| ----- | ------- | ----- |
| 0     | 95 o +  | 0     |
| 0     | 90 a 94 | 0     |
| 0     | 85 a 89 | 0     |
| 0     | 80 a 84 | 0     |
| 0     | 75 a 79 | 0     |
| 4     | 70 a 74 | 0     |
| 12    | 65 a 69 | 4     |
| 0     | 60 a 64 | 8     |
| 4     | 55 a 59 | 0     |
| 8     | 50 a 54 | 4     |
| 8     | 45 a 49 | 4     |
| 12    | 40 a 44 | 16    |
| 12    | 35 a 39 | 4     |
| 0     | 30 a 34 | 12    |
| 4     | 25 a 29 | 4     |
| 0     | 20 a 24 | 0     |
| 12    | 15 a 19 | 16    |
| 24    | 10 a 14 | 4     |
| 12    | 5 a 9   | 0     |
| 0     | 0 a 4   | 4     |

## Economia
El 2007 la població en edat de treballar era de 159 persones, 115 eren actives i 44 eren inactives. De les 115 persones actives 108 estaven ocupades (60 homes i 48 dones) i 7 estaven aturades (1 home i 6 dones). De les 44 persones inactives 12 estaven jubilades, 16 estaven estudiant i 16 estaven classificades com a «altres inactius».

### Ingressos
El 2009 a Plessis-de-Roye hi havia 83 unitats fiscals que integraven 240,5 persones, la mediana anual d'ingressos fiscals per persona era de 19.308 €.

### Activitats econòmiques
L'únic establiment que hi havia el 2007 era d'una empresa de comerç i reparació d'automòbils.
L'any 2000 a Plessis-de-Roye hi havia 4 explotacions agrícoles.

## Poblacions més properes
El següent diagrama mostra les poblacions més properes.